# Sakesphoroides cristatus
El batará crestado (Sakesphoroides cristatus), también denominado batará de mejillas plateadas, es una especie de ave paseriforme de la familia Thamnophilidae, la única perteneciente al género Sakesphoroides; hasta el año 2021 estuvo colocada en el género Sakesphorus. Es endémico de Brasil.

## Descripción
Mide 14 cm de longitud. El macho tiene la cresta, la parte anterior de la face, garganta y centro del pecho negros, contrastando con el resto de la cabeza y flancos gris claros. Por arriba es pardo rojizo, alas negras con marcas blancas, la cola es barrada de negro y blanco. Por abajo es blanquecino. La hembra es pardo rojiza pálido por arriba, más brillante en la cresta y cola; ala oscura con dos fajas blanco sucio, como en el macho; por abajo es pardo amarillento claro.

## Distribución y hábitat

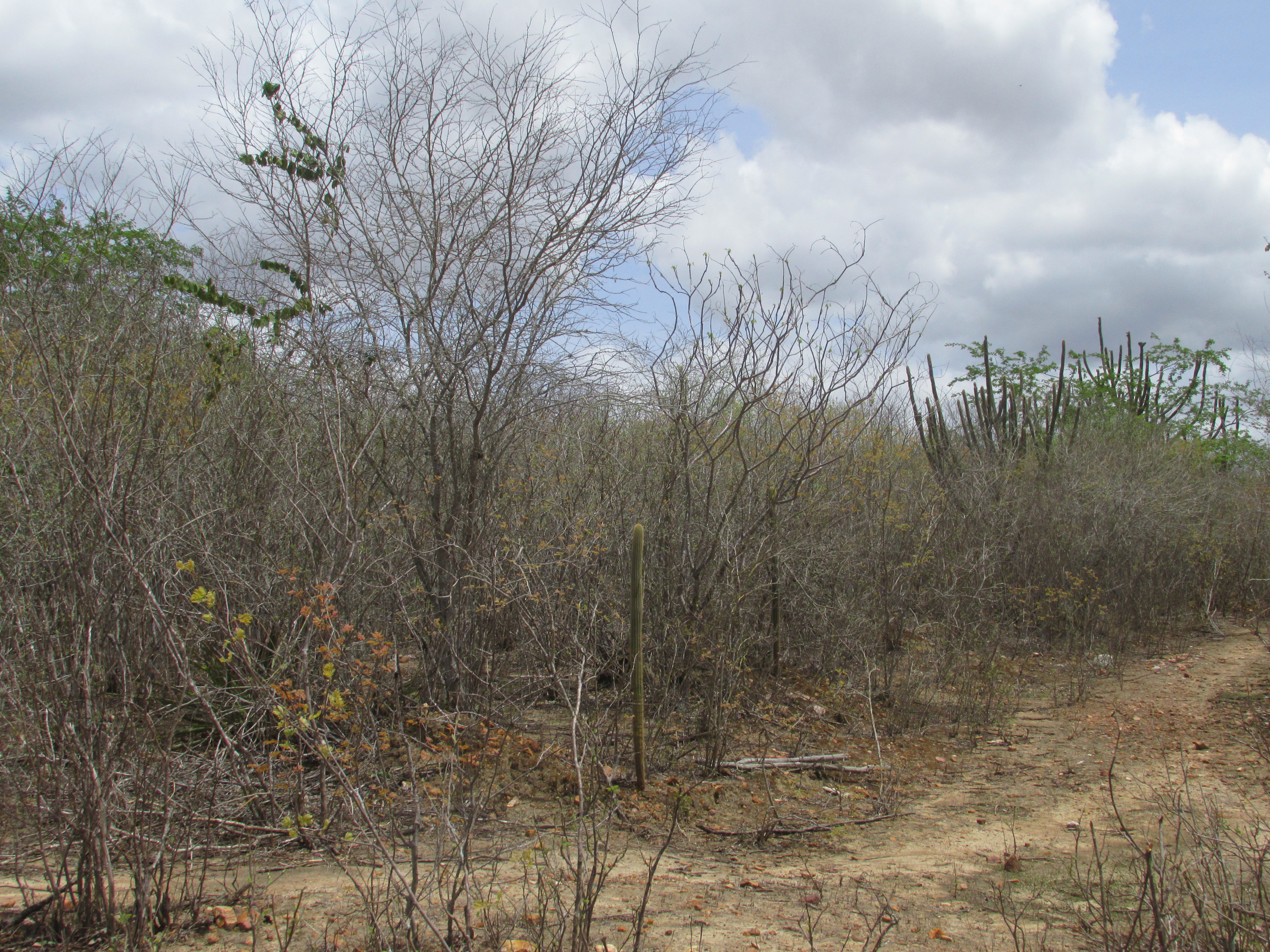
Vegetación de caatinga en Queimadas, Paraiba, hábitat típico de la especie.

Se encuentra exclusivamente en el noreste de Brasil: en el centro de Ceará, sureste de Piauí, oeste de Pernambuco, Bahía (excepto la costa) y norte de Minas Gerais (hacia el sur hasta el alto  valle del Río São Francisco).
Esta especie es considerada bastante común, pero algo local, en sus hábitats naturales: el sotobosque y los bordes de bosques caducifolios y matorrales áridos de la caatinga, principalmente entre los 500 y 1200 m de altitud.

## Comportamiento
Usualmente anda en parejas, furtivas en la densa maleza baja y son difíciles de ver, al menos que vocalicen.

### Alimentación
Como sus congéneres se alimenta de artrópodos, pequeños vertebrados y unos pocos frutos.

### Vocalización
El canto es un grave «chup, chup, chup, chup, chuh-chuh-chuh-ch-ch-ch-chah» que recuerda al canto de Thamnophilus torquatus. También da un llamado musical «tuu» repetido a intervalos de uno a dos segundos.

## Sistemática

### Descripción original
La especie S. cristatus fue descrita por primera vez por el naturalista alemán Maximilian zu Wied-Neuwied en 1831 bajo el nombre científico Thamnophilus cristatus; la localidad tipo es; «Bahía, Brasil».

### Etimología
El nombre genérico masculino «Sakesphoroides» es una combinación del género Sakesphorus (que se compone a su vez de las palabras griegas «sakeos», que significa ‘escudo’, «phoros», que significa ‘que tiene’, ‘que sostiene’, y «oidēs», que significa ‘se parece’) y el nombre de la especie «cristatus», que en latín  significa ‘crestado’.

### Taxonomía
Es monotípica. En el año 2010, el ornitólogo germano - brasileño Rolf Grantsau propuso separar a esta especie en un género monotípico Sakesphoroides, por él descrito, con base en diferencias morfológicas.
Los estudios genéticos de Harvey et al. (2020), y los análisis filogenómicos de Bravo et al. (2021) demostraron que el género Sakesphorus no era monofilético debido a que S. cristatus es hermana de un clado formado por los géneros Herpsilochmus y Dysithamnus, y que el par formado por Sakesphorus canadensis (la especie tipo) y S. luctuosus es hermano del género Thamnophilus. Debido a las considerables diferencias fenotípicas entre S. cristatus, Dysithamnus y Herpsilochmus,  no se consideró adecuado unirlas en un único género, por lo que Bravo y colaboradores sugirieron colocarla en el género Sakesphoroides, como propuesto por Grantsau anteriormente. El cambio taxonómico fue aprobado en la Propuesta No 914 al Comité de Clasificación de Sudamérica (SACC) en julio de 2021.